# Oecetis separata
Oecetis separata är en nattsländeart som beskrevs av Banks 1937. Oecetis separata ingår i släktet Oecetis och familjen långhornssländor. Inga underarter finns listade i Catalogue of Life.